# リーガ・エスパニョーラ1930-1931
この項目では、1930-1931年シーズンのリーガ・エスパニョーラ (ラ・リーガ、プリメーラ・ディビシオン)について述べる。
リーガ・エスパニョーラ1930-1931はスペインのプロサッカーリーグ、リーガ・エスパニョーラの3回目のシーズンである。
1930年12月7日に開幕し、1931年4月5日に閉幕した。アスレティック・ビルバオが最終節で2位・3位との当該対戦得失点差により1位を確定し、リーグを2連覇した。

## 1930-1931年シーズンの昇降格
| セグンダ・ディビシオンへ降格                                           | プリメーラ・ディビシオンへ昇格                                     |
| ---------------------------------------------------------------------- | ------------------------------------------------------------------ |
| アトレティコ・マドリード(初) (プリメーラ・ディビシオン1929-1930最下位) | デポルティーボ・アラベス(初) (セグンダ・ディビシオン1929-1930優勝) |

## リーガ・エスパニョーラ1930-31年シーズンのチーム

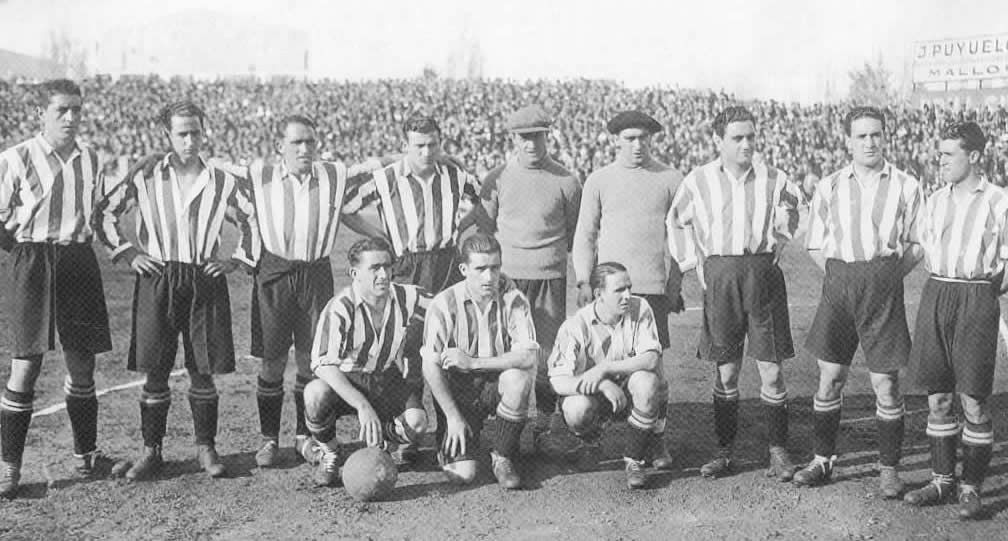
1930-1931年シーズンの王者アスレティック・ビルバオ。後列左からムゲルサ、チッリ２世、ウルキス、ラフエンテ、ブラスコ、イスピスア、ウリベ、ウナムーノ、カステリャノス。前列左からバタ、エチェバリア、ゴロスティサ。

デポルティーボ・アラベスが昇格し、全体の半分をバスク州のクラブチームが占める顔ぶれとなった。
| クラブ                   | ホームタウン         | スタジアム               | 収容人数 | 監督                   |
| ------------------------ | -------------------- | ------------------------ | -------- | ---------------------- |
| デポルティーボ・アラベス | ビトリア＝ガステイス | メンディソロツァ         | 8,000    | ホセ・バオンサ         |
| アレナス・デ・ゲチョ     | ゲチョ               | イバイオンド             | 18,000   | 不明の旗               |
| アスレティック・ビルバオ | ビルバオ             | サン・マメス             | 18,000   | フレッド・ペントランド |
| FCバルセロナ             | バルセロナ           | ラス・コルツ             | 23,000   | ジェイムズ・ベラミー   |
| RCDエスパニョール        | バルセロナ           | エスタディ・デ・サリア   | 18,000   | パトリシオ・カイセド   |
| CDエウロパ               | バルセロナ           | カンプ・ダル・ギナルドー | 18,000   | ジュアン・ブルドゥイ   |
| ラシン・サンタンデール   | サンタンデール       | エル・サルディネーロ     | 12,000   | ロバート・ファース     |
| レアル・マドリード       | マドリード           | チャマルティン           | 16,500   | リッポ・ヘルツカ       |
| レアル・ソシエダ         | サン・セバスティアン | アトーチャ               | 12,000   | ハリー・ロウ           |
| レアル・ウニオン         | イルン               | スタジアム・ガル         | 12,000   | 不明の旗               |

## シーズンの流れ
王者アスレティック・ビルバオはスタートダッシュに失敗。昇格組のデポルティーボ・アラベスが一時首位に立ち、レアル・マドリードが好調な滑り出し。2シーズン連続で残留争いをしていたラシン・サンタンデールがファース新監督の下で終盤まで上位を争うなど、先の見えない展開が続いた。
中盤戦はハリー・ロウ新監督を迎えたレアル・ソシエダが7連勝などで首位を走っていたが、第13節終了後ついに首位に立ったビルバオが常時勝ち点2差で肉薄されながらも最終節まで首位をキープ。
そして最終節、優勝の可能性を残すソシエダとラシンが勝利する一方、ビルバオは本拠地でレアル・ウニオンに敗れてしまう。結果3チームが勝ち点22・当該対戦での勝ち点でも並んだが、当該対戦の得失点差で「+7」と大きくリードしていたビルバオが辛くも優勝と連覇を決めた。
前年度より勝ち点が8減り失点も増加した。だがチーム全体で73得点、3人の選手が二桁得点を記録するなど、力押しで競り勝った感のある2回目の優勝だった。
残留争いは、序盤こそFCバルセロナが第5節終了時に最下位になるなど多少の波乱はあったが、前年度に最終節で薄氷の残留を決めたCDエウロパが第5節から5連敗を喫し、以後最下位に定着。エウロパとレアル・ウニオン、RCDエスパニョールらの争いに絞られていった。エウロパは第11節にバルサを敵地で倒し、第16節に本拠地でエスパニョールを破るなど、残留のかかったダービーを制して意地を見せた。
だが後半戦は9位との勝ち点差が「3」に開く節が増え始め、第17節にアレナス・クルブ・デ・ゲチョに敗れた後、ついにウニオン・アラベス・エスパニョールとの勝ち点差が再度「3」に開いたため、最終節を待たずにエウロパの最下位と自動降格が決まった。

なお最終戦はホームでアラベスに1-0で勝利したが、時すでに遅かった。

## 結果

### 順位表
| 順 | チーム                       | 試 | 勝 | 分 | 敗 | 得 | 失 | 差  | 点 | 降格     |
| -- | ---------------------------- | -- | -- | -- | -- | -- | -- | --- | -- | -------- |
| 1  | アスレティック・ビルバオ (C) | 18 | 11 | 0  | 7  | 73 | 33 | +40 | 22 |          |
| 2  | ラシン・サンタンデール       | 18 | 10 | 2  | 6  | 49 | 37 | +12 | 22 |          |
| 3  | レアル・ソシエダ             | 18 | 10 | 2  | 6  | 42 | 39 | +3  | 22 |          |
| 4  | FCバルセロナ                 | 18 | 7  | 7  | 4  | 40 | 43 | −3  | 21 |          |
| 5  | アレナス・クルブ・デ・ゲチョ | 18 | 8  | 2  | 8  | 35 | 38 | −3  | 18 |          |
| 6  | レアル・マドリード           | 18 | 7  | 4  | 7  | 24 | 27 | −3  | 18 |          |
| 7  | レアル・ウニオン             | 18 | 6  | 4  | 8  | 41 | 45 | −4  | 16 |          |
| 8  | デポルティーボ・アラベス     | 18 | 5  | 4  | 9  | 25 | 39 | −14 | 14 |          |
| 9  | RCDエスパニョール            | 18 | 6  | 2  | 10 | 32 | 45 | −13 | 14 |          |
| 10 | CDエウロパ (R)               | 18 | 6  | 1  | 11 | 23 | 38 | −15 | 13 | 自動降格 |

1. 1 2 3  アスレティック・ビルバオは2位ラシン・サンタンデールと3位レアル・ソシエダに対し当該対戦結果がそれぞれ1勝1敗のため勝ち点4-4だが、合計得失点差が「＋7」でラシンの「-3」とソシエダの「-4」より優るため順位が上回った。
2. 1 2  アレナス・クルブ・デ・ゲチョはレアル・マドリードとの当該対戦で4-1、2-1と得失点差で優るため順位が上回った。
3. 1 2  デポルティーボ・アラベスはRCDエスパニョールとの当該対戦で4-1、0-2と得失点差で優るため順位が上回った。

### 勝敗表
| ホーム / アウェイ            | ALA | ARE | ATH | BAR  | ESP | EUR | RAC | RMA | RSO | RUN |
| ---------------------------- | --- | --- | --- | ---- | --- | --- | --- | --- | --- | --- |
| デポルティーボ・アラベス     | —   | 3–2 | 1–4 | 1–1  | 4–1 | 2–0 | 2–5 | 2–0 | 1–2 | 3–1 |
| アレナス・クルブ・デ・ゲチョ | 1–1 | —   | 3–2 | 5–0  | 1–0 | 1–0 | 4–2 | 4–1 | 1–3 | 1–2 |
| アスレティック・ビルバオ     | 7–1 | 5–2 | —   | 12–1 | 5–1 | 4–1 | 7–1 | 2–4 | 6–1 | 1–2 |
| FCバルセロナ                 | 1–1 | 2–0 | 6–3 | —    | 6–2 | 0–2 | 1–1 | 3–1 | 5–1 | 5–3 |
| RCDエスパニョール            | 2–0 | 5–0 | 0–4 | 4–4  | —   | 4–0 | 4–1 | 1–1 | 1–0 | 4–2 |
| CDエウロパ                   | 1–0 | 1–4 | 2–1 | 2–2  | 3–1 | —   | 1–2 | 0–3 | 2–1 | 2–1 |
| ラシン・サンタンデール       | 4–0 | 4–1 | 4–1 | 0–1  | 4–0 | 2–1 | —   | 3–0 | 2–5 | 4–1 |
| レアル・マドリード           | 1–0 | 1–2 | 0–6 | 0–0  | 2–0 | 3–1 | 0–0 | —   | 2–0 | 3–0 |
| レアル・ソシエダ             | 2–2 | 4–1 | 1–0 | 4–1  | 2–1 | 3–1 | 4–7 | 2–1 | —   | 3–3 |
| レアル・ウニオン             | 4–1 | 2–2 | 2–3 | 1–1  | 6–1 | 4–3 | 4–3 | 1–1 | 2–4 | —   |

### 昇格チーム
バレンシアCFがセグンダ・ディビシオン1930-1931で優勝しプリメーラ・ディビシオンへ初昇格を決めた。

## 得点ランクと記録
| 順位 | 選手                           | 所属                     | 得点 | 出場 | 得点率 |
| ---- | ------------------------------ | ------------------------ | ---- | ---- | ------ |
| 1    | バタ                           | アスレティック・ビルバオ | 27   | 17   | 1.59   |
| 2    | ギリェルモ・ゴロスティサ       | アスレティック・ビルバオ | 17   | 18   | 0.94   |
| 3    | アンジャル・アルチャ           | FCバルセロナ             | 16   | 15   | 1.07   |
| 4    | サンティアゴ・ウルティスベレア | レアル・ウニオン         | 15   | 17   | 0.88   |
| 5    | テレテ・ゴンサレス             | ラシン・サンタンデール   | 13   | 11   | 1.88   |
| =    | チョリン                       | レアル・ソシエダ         | 13   | 17   | 0.76   |
| 7    | ホセ・イララゴリ               | アスレティック・ビルバオ | 11   | 16   | 0.69   |
| =    | ルイス・レゲイロ               | レアル・ウニオン         | 11   | 18   | 0.61   |
| =    | エデルミロ・ロレンソ           | RCDエスパニョール        | 11   | 18   | 0.61   |
| 10   | マヌエル・オリバレス           | デポルティーボ・アラベス | 10   | 14   | 0.71   |
| =    | パコ・ビエンソバス             | レアル・ソシエダ         | 10   | 18   | 0.56   |
| 12   | シスコ・ゴエネチェア           | ラシン・サンタンデール   | 9    | 17   | 0.53   |
| 14   | バルタサル・アルベニス         | デポルティーボ・アラベス | 9    | 17   | 0.53   |

| 最少失点ゴールキーパー                                                           |
| -------------------------------------------------------------------------------- |
| トマス・サラオナインディア：14試合27失点・平均1.929 アレナス・クルブ・デ・ゲチョ |

## できごと

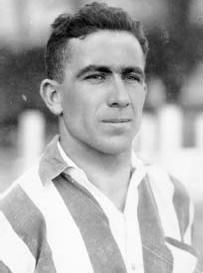
バタは27点で得点王に輝き、1試合最多得点記録の7点はいまだ破られていない。チームも2年連続の2冠を達成した。

- シーズン最終日から9日後の4月16日、アルフォンソ13世が国外亡命。コパ・デル・レイ1931の開幕を2日後に控えていた時のことだった。急遽、大会名は第二共和政の意に沿う「コパ・デ・エスパーニャ1931」に改名され、クラブ名に「レアル」がついているクラブも次々改名するなど、慌ただしい中で大会が開幕。アスレティック・ビルバオが優勝して2年連続の2冠を達成した。のち、後付けでこの大会は「サッカー共和国大統領杯1931(Copa del Presidente de la República de Fútbol 1931)」として記録された。
- 「バタ」ことアグスティン・サウト・アラナが記録した1シーズン27得点は、1940-1941年シーズンに塗り替えられるまで10年間にわたり最高記録であった。
- バタが1931年2月8日の第10節FCバルセロナ戦で記録した1試合7得点は、21年後にクバラが1試合7得点を決めるまで単独トップの記録であった[3]。